# Tamara Falcó
Tamara Isabel Falcó Preysler, VI Marquesa de Griñón (Madrid, 20 de novembre de 1981), és una socialite, aristòcrata, disenyadora de moda, xef i col·laboradora de televisió espanyola. És l'única filla de l'aristòcrata Carlos Falcó, XII marquès de Castel-Moncayo i gran d'Espanya, amb la socialitat hispanofilipina Isabel Preysler.

## Primers anys i educació
Tamara Isabel Falcó Preysler va néixer el 20 de novembre de 1981 a Madrid, com a única filla del matrimoni de Carlos Falcó y Fernández de Córdoba i María Isabel Preysler Arrastia. Els seus pares es van casar el 1980 en el seu segon matrimoni respectivament. Els pares de la marquesa es van separar el 1985 i tots dos van tornar a casar-se després. Dels altres matrimonis dels seus pares, la marquesa té vuit germanastres, entre ells Manolo, XIII marquès de Castel-Moncayo, Alejandra, XIII marquesa de Mirabel, i el cantant Enrique Iglesias.
Tamara Falcó va estudiar al Lake Forest College de Lake Forest (Illinois) i es va especialitzar en comunicació. Després d'unes pràctiques a Inditex, va assistir a l'Istituto Marangoni de Milà per estudiar moda. També té un màster en Visual Merchandising per la Universitat de Navarra.

## Carrera
El 2013 va protagonitzar el seu propi reality de televisió We Love Tamara durant una temporada. Des de llavors, ha participat en diverses sèries de televisió com a convidada. El 2019, la marquesa va concursar i va acabar guanyant la quarta temporada del reality de cuina competitiu MasterChef Celebrity Espanya. Després de guanyar el programa, va continuar treballant en la televisió amb la Cocina al punto con Peña y Tamara amb el reconegut xef Javier García Peña. Va seguir una formació culinària formal a Le Cordon Bleu a Madrid, i va acabar els seus estudis el juny del 2021.
El setembre del 2020, es va incorporar al ventall del programa El Hormiguero com a copresentadora en la seva part de taula rodona, juntament amb Pablo Motos, Juan del Val, Cristina Pardo i Núria Roca. El gener de 2021, es va incorporar com a jurat al programa de concursos de talents El Desafío.
A la mort del seu pare, el marquès de Castel Moncayo, el març del 2020 per complicacions de COVID-19, el va succeir en el títol menor el marquesat de Grinyó segons el seu testament.

## Vida personal
Tamara Falcó ha declarat públicament que és catòlica practicant i afirma que va ser influenciada per l'assistència diària a missa de la seva àvia materna, Beatriz Arrastia Reinares. És la padrina de baptisme del seu nebot Miguel Verdasco Boyer, fill de la seva germanastra materna Ana Boyer Preysler amb el tennista professional Fernando Verdasco Carmona.
La marquesa manté una relació sentimental l'executiu hostaler Íñigo Onieva Molas des del novembre del 2020 en la que tres anys després, el 8 de juliol del 2023 es varen casar.

## Tractaments
- 20 de novembre de 1981 – 26 de novembre de 2020: Il·lustríssima Senyora Tamara Isabel Falcó i Preysler.
- 27 de novembre de 2020 – present: Il·lustríssima Senyora Marquesa de Grinyó.